# The Hammer (film 2010)
The Hammer è un film del 2010 diretto da Oren Kaplan.
Film biografico incentrato sul lottatore sordo Matt Hamill interpretato da Russell Harvard, attore sordo.

## Riconoscimenti
- 2010 - AFI Fest
  - Audience Award
  - Vinto per il Best Feature Film a Oren Kaplan, Eben Kostbar, Joseph McKelheer
- 2011 - Cleveland International Film Festival
  - Vinto per il Best American Independent Feature Film a Oren Kaplan, Eben Kostbar, Joseph McKelheer e Film Harvest
- 2011 - Florida Film Festival
  - Audience Award
  - Vinto per il Narrative Feature a Oren Kaplan, Eben Kostbar, Joseph McKelheer, Film Harvest
- 2011 - Heartland International Film Festival
  - Crystal Heart Award
  - Vinto per il Feature Film a Oren Kaplan, Eben Kostbar, Joseph McKelheer, Film Harvest, Fifth Year Productions, TapouT Films

- 2011 - Miami Film Festival
  - Audience Award
  - Vinto per il Best Feature Film a Oren Kaplan
  - Grand Jury Prize
  - Nominato per il Knight World Competition a Oren Kaplan
- 2011 - Newport Beach Film Festival
  - Audience Award
  - Vinto per il Best Feature a Oren Kaplan
- 2011 - World Soundtrack Awards
  - World Soundtrack Award
  - Nominato per il Discovery of the Year a Fil Eisler per Natural Selection